# Tibério Graco
Tibério Semprônio Graco (português brasileiro) ou Tibério Semprónio Graco (português europeu) (em latim: Tiberius Sempronius Gracchus; c. 169-164 a.C.–133 a.C.) foi um político da gente Semprônia da República Romana no século II a.C.. Juntamente com seu irmão, Caio Graco, foi um proeminente líder da facção dos populares. Como tribuno da plebe, provocou um grande tumulto em Roma com suas propostas de leis agrárias que buscavam transferir um pouco da riqueza dos patrícios mais ricos para a população mais pobre.
Estas reformas provocaram uma grande tensão social e política em Roma. Tibério foi acusado de pretender derrubar a República, para tornar-se rei. Quando Tibério decidiu concorrer mais uma vez à eleição para o ano seguinte foi assassinado por membros do Senado Romano e outros aliados da facção dos optimates.

## Primeiros anos
Tibério nasceu entre 168 e 163 a.C. (é impossível confirmar a data) e era filho de Tibério Graco, o Velho, e Cornélia Africana.
Sua família, os Gracos, um ramo da gente Semprônia, era uma das mais influentes de Roma na época. Seus avôs por parte de mãe eram Cipião Africano e Emília Paula, a irmã de Lúcio Emílio Paulo Macedônico; sua irmã, Semprônia Graca, era esposa de Cipião Emiliano, outro importante general e político da época. Mais tarde, casou-se com Cláudia Pulcra, filha de Ápio Cláudio Pulcro, cônsul em 143 a.C..

## Carreira militar
A carreira militar de Tibério começou na Terceira Guerra Púnica, na qual atuou como tribuno militar para seu cunhado, o general Cipião Emiliano. Neste período, Tibério ficou conhecido por sua bravura e disciplina e recebeu honrarias por ter sido o primeiro oficial a transpor a muralha inimiga. Em 137 a.C., Tibério foi nomeado questor para atuar junto ao cônsul Caio Hostílio Mancino, servindo seu mandato em Numância, na Hispânia, no contexto da Guerra Numantina. A campanha foi um fracasso, pois Mancino sofreu sucessivas derrotas e teve que suportar a desonra de se retirar sob a proteção da noite enquanto sua retaguarda era massacrada e seu acampamento, saqueado.
Um mero questor, Tibério salvou o exército da destruição completa assinando um tratado de paz com os numantinos, um ato que geralmente era reservado aos legados. Nas negociações, Tibério relembrou as façanhas de seu pai, que também havia guerreado na Hispânia e havia entrado em acordo com os numantinos. Os numantinos respeitavam tanto Tibério que, quando souberam que ele havia perdido seus livros contábeis durante o saque ao acampamento romano, o convidaram para Numância, ofereceram-lhe um banquete e permitiram que ele retomasse não apenas os livros mas o que quisesse levar dos espólios obtidos. Tibério se recusou a levar qualquer coisa além dos livros exceto um pouco de incenso necessário para os sacrifícios rituais.
As ações de Tibério provocaram um grande alvoroço em Roma. Seus adversários argumentaram que a negociação de Tibério colocou Roma em situação de fraqueza como os derrotados na guerra; seus aliados defendiam que o general Mancino havia sido derrotado várias vezes e havia se retirado de forma vergonhosa e que havia sido apenas pelas mãos de Tibério que muitos cidadãos haviam sido salvos.
A população da cidade votou para que Mancino fosse enviado aos numantinos como prisioneiro, o que o próprio Mancino aceitou, mas os numantinos se recusaram a aceitá-lo, pois isto implicaria em recusar o tratado firmado. Cipião Emiliano teve um papel preponderante na salvação de Tibério e seus oficiais, mas não conseguiu evitar que novas punições fossem impostas a Mancino. Ele também não apoiou a ratificação do tratado de Tibério. Apesar disto, Plutarco menciona que nada disto abalou a amizade entre os dois e chega a propor que Tibério jamais teria sido assassinado se Cipião não estivesse fora de Roma, em campanha contra os mesmos numantinos, tamanho era o seu poder político em Roma.

## Carreira política

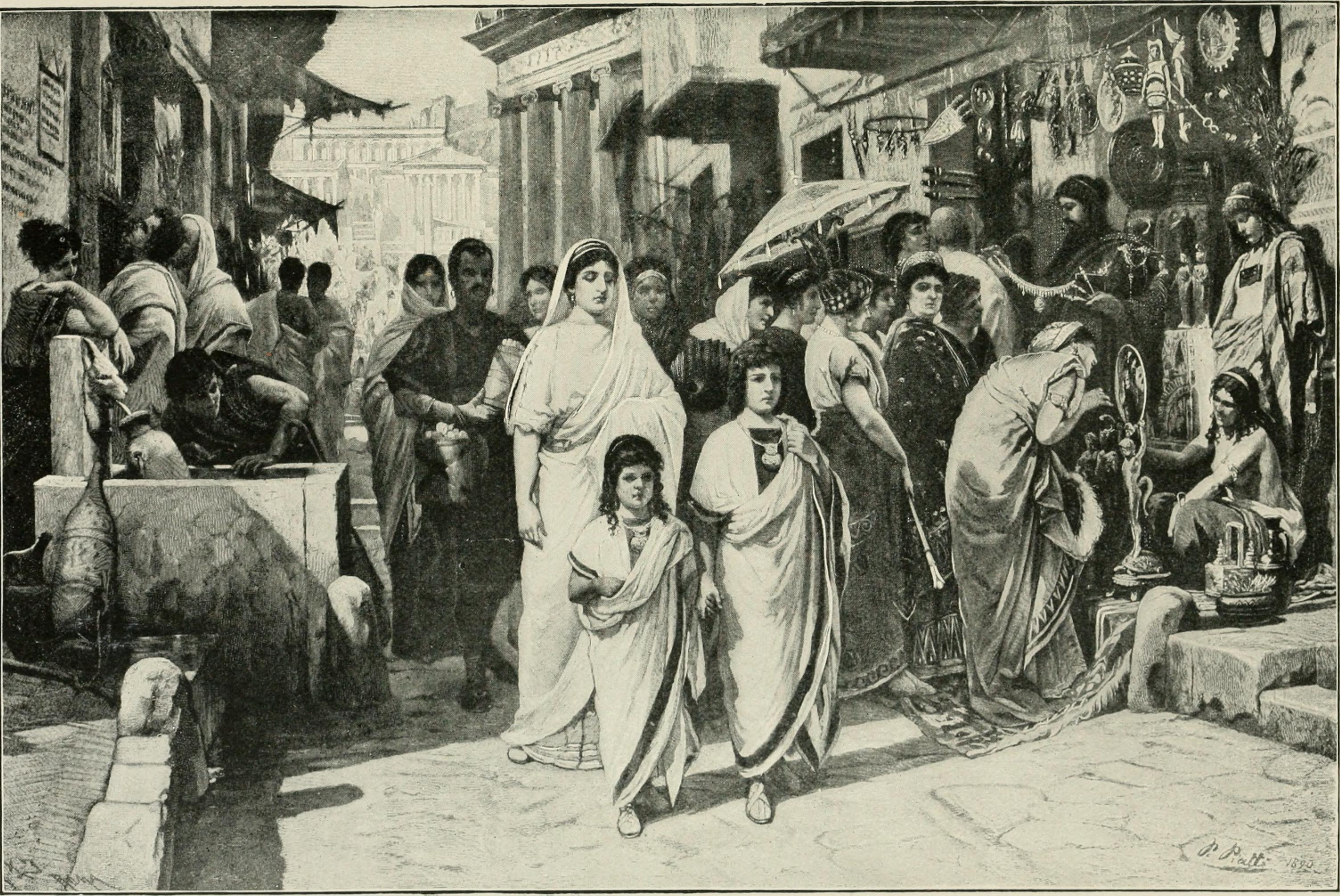
Cornélia Africana e os dois filhos de Tibério Graco em Roma. No final de seu mandato como tribuno da plebe, Tibério temia pela sua segurança e de sua família, mas contava com o apoio e a proteção da plebe romana.

A situação política em Roma na época de Tibério Graco não era pacífica e já vinha de um século de conflitos. Desde que os legionários passaram a ser obrigados a servir por uma campanha completa, independente de quão longa ela fosse e sem interrupções durante o inverno, passou a ser comum que suas terras ficassem nas mãos de suas esposas e filhos. Tibério alegava que estas pequenas fazendas costumeiramente faliam e eram compradas pelos ricos proprietários de terras, dando origem a enormes latifúndios na Itália. Pesquisas arqueológicas, no entanto, não encontraram evidências da expansão de latifúndios na Roma republicana.
Algumas terras acabavam sendo confiscadas pelo estado romano em tempo de guerra, tanto na Itália quanto nas províncias. Depois que a guerra terminava, grande parte das terras conquistadas eram vendidas ou alugadas à população, geralmente uns poucos que conseguiam acumular grandes lotes, muito mais lucrativos que as pequenas fazendas. Tibério criticava que estas terras eram cultivadas por escravos, o que aumentava ainda mais a disparidade em relação aos pequenos proprietários incapazes de comprar escravos. Historiadores divergem até que ponto são verdadeiras tais alegações ou apenas faziam parte da estratégia de campanha de Tibério.
Os céticos alegam que a história de Tibério Graco é baseada na visão do historiador Plutarco, que não esconde a simpatia às ações de Tibério. Segundo Plutarco, Tibério adotou seu programa político " Quando, à caminho de Numância, passou pela Etrúria e encontrou a região quase despopulada e repleta de escravos bárbaros, ele concebeu uma política que seria a fonte de incontáveis malefícios a si próprio e a seu irmão".
Quando os soldados retornavam de seu serviço nas legiões, não tinham lugar para ir e muitos se juntavam aos milhares de desempregados que perambulavam pela cidade de Roma. Como apenas homens que possuíam terras podiam servir no exército, o número de candidatos elegíveis passou a encolher rapidamente e, com ele, o poderio militar da República Romana. Plutarco conta que "então os pobres, que haviam sido expulsos de sua terra, não mais se mostravam dispostos ao serviço militar e negligenciavam a criação de seus filhos; desta forma, rapidamente toda a Itália sabia que havia uma carência de homens livres e estava cheia de bandos de escravos estrangeiros com os quais os ricos cultivavam suas terras das quais haviam sido expulsos os cidadãos livres".
Em 133 a.C., Tibério foi eleito tribuno da plebe e imediatamente começou a legislar em prol dos legionários sem terra. Discursando para uma multidão na Rostra, Tibério afirmou: "As bestas selvagens que vagam pela Itália tem seus covis, todas contam com um local de repouso e refúgio. Mas os homens que lutam e morrem pela Itália não gozam de nada além do ar e da luz; sem casa ou lar, vagam com suas esposas e filhos".

## Lex Sempronia Agraria
Com o objetivo de melhorar a vida dos pobres, Tibério Graco propôs uma lei conhecida de como Lex Sempronia Agraria (ver também Lex Sempronia) que reconhecia o controle sobre as terras públicas (ager publicus) ao estado, especialmente as terras conquistadas em tempo de guerra. A nova lei estabelecia especificamente que nenhum cidadão podia possuir mais do que 500 jugera (cerca de 125 hectares) de terras públicas e que todas as terras além deste limite seriam confiscadas. Leis similares mais antigas eram ignoradas e os ricos proprietários de terras costumavam utilizar prepostos fraudulentos para adquirir as terras que depois lhes seriam transferidas diretamente.
O limite de 500 jugera era uma confirmação de leis mais antigas, como a Lex Licínia Sextia, de 367 a.C., cujo cumprimento jamais foi exigido. Na época, muitas propriedades tinham mais de 500 jugera e eram de posse de famílias que haviam assentado ou alugado as terras muito tempo antes, muitas gerações em alguns casos.
Tibério percebeu que a reforma era necessária e se encontrou com três proeminentes líderes de Roma: Crasso Muciano, o pontífice máximo, o cônsul e jurista Públio Múcio Cévola e o consular Ápio Cláudio Pulcro, seu sogro. Juntos, os quatro formularam uma lei que multaria os que tinham mais terras do que o permitido e que exigia que eles se desfizessem de suas propriedades ilegais em troca de compensação financeira. Ainda assim, a elite senatorial foi contra a lei e acusou Tibério de tentar redistribuir riqueza, o que seria contra os princípios fundamentais da República Romana, e de incitar uma revolução social. Tibério propôs sua lei em 134 a.C. e, para tentar apaziguar os ânimos, alterou-a para incluir um aumento do limite em 250 jugera por filho.
Além disto, Tibério Graco também propôs a redistribuição das terras públicas confiscadas entre os pobres e sem terra de Roma, concedendo lotes de 30 jugera para que pudessem sustentar suas famílias. Esta redistribuição também os tornaria elegíveis para o pagamento de impostos e para o serviço militar, o que resolveria os dois principais problemas que Roma enfrentava na época.

### Aprovação

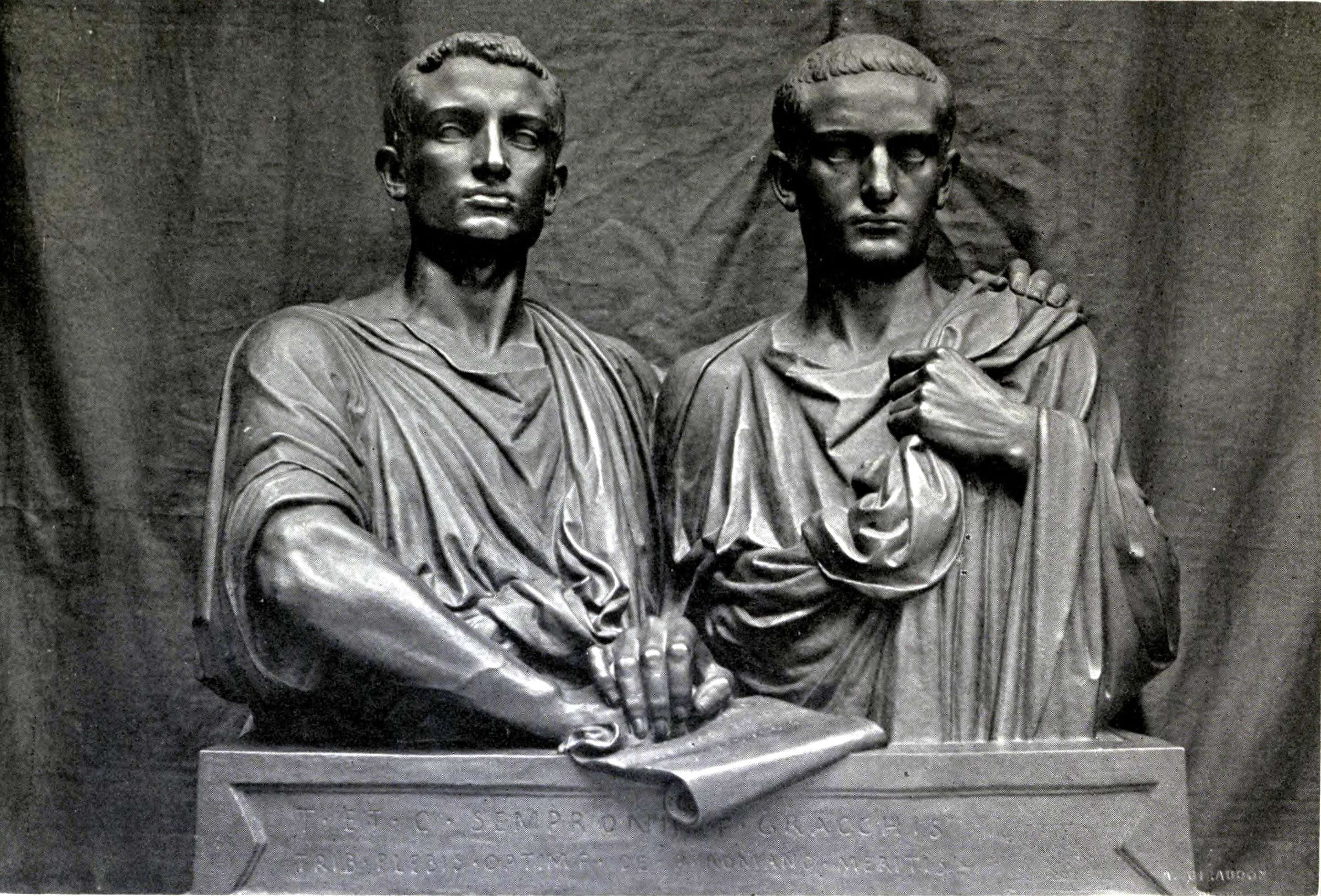
Os Gracos, Tibério e Caio. Depois que os dois foram assassinados, estátuas dos irmãos foram espalhadas por Roma e eles eram adorados como heróis da plebe contra a opressão dos senadores conservadores (os optimates).

A facção conservadora do Senado Romano, chamada de optimates, era totalmente contrária às reformas de Tibério Graco e se irritou principalmente por causa do método estranho que ele estava utilizando para aprovar suas leis. Tibério claramente sabia que o Senado não aprovaria as reformas e, por isso, ignorou-o completamente e levou suas leis para serem aprovadas diretamente pela Assembleia da plebe, onde contava com ampla maioria. Este recurso não era ilegal e nem contrário à tradição (mos maiorum), mas era uma afronta aos senadores.
Contudo, qualquer tribuno da plebe podia interpor um veto à proposta, impedindo que ela fosse apresentada à Assembleia. Numa tentativa de impedir Tibério, o Senado convenceu Marco Otávio, um dos nove outros tribunos, a fazê-lo. Graco então propôs que Otávio deveria ser imediatamente deposto sob a acusação de não agir em prol dos seus próprios eleitores, ou seja, da plebe. Otávio, segundo Tibério, teria violado o princípio básico do cargo de tribuno da plebe, que era garantir a proteção da plebe de qualquer opressão política ou econômica pelo Senado. Ainda assim, Otávio não se demoveu e manteve seu veto. A Assembleia começou a votar pela sua deposição, mas ele vetou o procedimento. Tibério, sem opções, tomou a decisão de removê-lo fisicamente da Assembleia e prosseguiu com a votação para depô-lo, o que era ilegal dada a sacrossantidade dos tribunos.
Os aliados de Tibério ficaram preocupados e desistiram da votação. Tibério então passou a utilizar seu veto para impedir a realização dos ritos diários dos tribunos que permitiam a abertura de diversos edifícios públicos essenciais como mercados e templos. Desta forma, ele efetivamente paralisou o funcionamento de toda a cidade de Roma, incluindo todo o comércio e as atividades produtivas, até que o Senado e a Assembleia aprovassem suas leis. A Assembleia, temendo pela segurança de Tibério, deliberou pela formação de uma guarda pessoal para Tibério, que o seguia por toda parte.
Apiano apresenta uma sequência de eventos ligeiramente diferente. Tibério Graco só tentou depor Marco Otávio depois que a votação foi iniciada na Assembleia. Depois que 17 das 35 tribos votaram a favor de Tibério, ele implorou para que Otávio não interferisse sob pena de ser deposto. Quando Otávio recusou, a décima-oitava tribo votou a favor de Tibério, o que lhe deu a maioria necessária para a aprovação da lei, que, naquele momento, incluía tanto sua lei agrária quanto a moção para depor Otávio. Otávio conseguiu escapar da Assembleia sem ser notado e foi substituído por Quinto Mêmio, evitando sua deposição. Esta versão mitiga a acusação de que Tibério tenha ordenado alguma forma de violência física contra um tribuno inviolável, implicando que ele teria sido convencido por Tibério a apoiar sua proposta.

### Consequências
Depois de aprovar sua lei, Tibério foi aclamado como um herói não apenas por uma cidade ou tribo, mas por todos os italianos, que passavam por um período de grande pobreza e provação.
O Senado concedeu apenas uma fração dos fundos necessários para formar a comissão que havia sido nomeada para executar a Lex Semprônia Agraria, composta inteiramente por membros da família de Tibério, incluindo Ápio Cláudio, seu sogro, o próprio Tibério e seu irmão Caio. Isto só piorou o rancor existente entre os Gracos e o Senado e os optimates aproveitaram todas as oportunidades para obstruir, atrasar ou difamar Tibério e seus aliados. Contudo, no final de 133 a.C., o rei Átalo III de Pérgamo morreu e deixou toda sua fortuna (incluindo seu reino) para Roma. Tibério percebeu a oportunidade e imediatamente usou seu poder tribunício para utilizar essa fortuna como fonte de financiamento para sua nova lei, um ataque direto ao poder senatorial, uma vez que era o Senado que tradicionalmente tratava da alocação do tesouro estatal e decidia temas referentes à política externa. A oposição a Tibério Graco entre os senadores aumentou. Quinto Pompeu discursou dizendo que era "um vizinho de Tibério e, por isso, sabia que Eudemo de Pérgamo havia presenteado Tibério com um diadema real e um manto púrpura acreditando que ele seria um rei de Roma". Os temores de Pompeu eram um reflexo da preocupação de um número crescente de senadores que temiam que Tibério estivesse reivindicando para si poder demais. Eles temiam que ele estivesse tentando se tornar um rei de Roma, um cargo detestado que havia sido desmantelado com a expulsão dos Tarquínios e a fundação da República Romana em 509 a.C.. Temores desta natureza levaram o Senado de ódio e paranoia para o primeiro banho de sangue na política romana até então.

## Assassinato

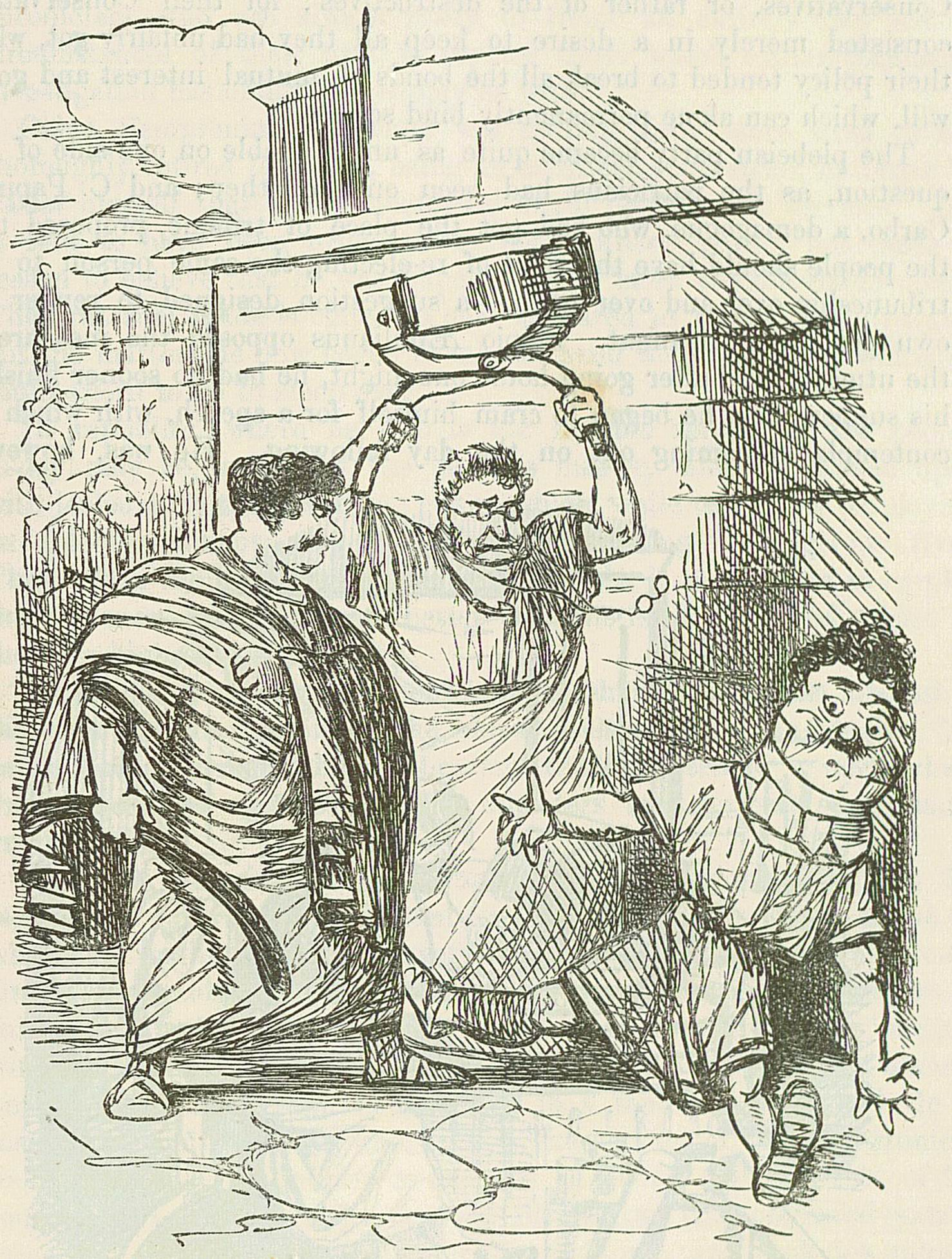
"O fim melancólico de Tibério Graco" numa charge do século XIX (ca. 1850).

A negação por Tibério Graco de um veto tribunício era considerada ilegal e seus adversários estavam determinados a processá-lo ao final de seu mandato de um ano, uma vez que eles consideravam que ele teria violado a constituição utilizando força física contra um tribuno da plebe. Em um embate entre Tibério e Tito Ânio, um renomado orador, Ânio argumentou que se um colega de Tibério tivesse se levantado para defendê-lo e Tibério discordasse, ele poderia simplesmente, num ato passional, remover fisicamente o tribuno. Tibério percebeu finalmente que seus atos contra Marco Otávio haviam lhe dado uma péssima reputação entre os senadores e entre uma parte considerável da população.
Depois da morte de um amigo de Tibério, rumores passaram a circular dando conta de que ele teria sido envenenado. Aproveitando a oportunidade para reconquistar a simpatia da plebe, Tibério se vestiu em roupas de luto e desfilou seus filhos perante a Assembleia implorando proteção para si e para sua família (caso ele perdesse a re-eleição). Tibério queria consertar a percepção de seu erro contra Otávio argumentando que o cargo de tribuno, que era sacrossanto, podia ser alvo de ações se o incumbente violasse seu julgamento. Para apoiar sua tese, Tibério defendeu que outros detentores de cargos sacrossantos já haviam sido presos quando agiram contra suas obrigações, como virgens vestais e os reis de Roma, um ato que protegeria o bem do estado. Para a sorte de Tibério, ele foi re-eleito em 133 a.C. com uma plataforma que prometia reduzir o tempo de serviço militar, acabar com a exclusividade dos senadores no serviço como juízes, estendendo a possibilidade para outras classes sociais, e estender aos sócios italianos a cidadania romana, todas propostas populares na Assembleia da plebe. Apesar disto, Tibério continuou a pedir proteção á Assembleia, para si e para sua família, e chegou a permitir que muitos dos membros acampassem do lado de fora de sua casa para garantir sua segurança.
Numa ocasião, Tibério participou de uma reunião da plebe no Capitólio apesar dos presságios negativos. Enquanto as tribos se reuniam, uma briga irrompeu na beira da multidão quando os aliados de Tibério tentaram bloquear o acesso de um grupo de adversários à Assembleia. Um senador aliado, Fúlvio Flaco, conseguiu chegar até Tibério para alertá-lo que o Senado estava reunido e tramava seu assassinato, armando escravos para realizarem o crime depois que os cônsules se recusaram a participar. Os aliados de Tibério se armaram com massas e cajados e se prepararam para uma luta. Tibério, tentando gritar em meio ao burburinho, fez um gesto para indicar que sua vida estava em perigo, mas seus adversários interpretaram o sinal como sendo uma ordem sua para que fosse coroado e correram para o Senado para informar o crime cometido.
A notícia causou um grande furor. O primo de Tibério, Públio Cornélio Cipião Násica, recém-eleito pontífice máximo, afirmou que Tibério queria se tornar rei e exigiu que os cônsules agissem. Quando eles recusaram, Násica amarrou sua toga na cabeça e gritou: "Agora que os cônsules traíram o estado, todo homem que desejar defender a lei, siga-me!". No confronto que se seguiu, Tibério foi surrado até a morte com paus e porretes feitos com os bancos da Assembleia. Seu colega tribuno Públio Satireio foi quem deu o primeiro golpe em sua cabeça. Mais de 300 aliados, incluindo Tibério, foram assassinados com paus e pedras (nenhum com espada) e seus corpos foram atirados no rio Tibre, o que impediu que tivessem um funeral adequado. Segundo Plutarco, foi a primeira vez que um ato de tamanha violência civil ocorreu em Roma.

## Eventos posteriores
Na década seguinte registrou-se um aumento no número de cidadãos registrados, o que sugere um aumento na quantidade de lotes de terra cedidos. Apesar dito, a comissão agrária fundada por Tibério encontrou muitas dificuldades e obstáculos para realizar seu trabalho.
Depois do massacre, muitos dos aliados de Tibério foram exilados sem julgamento enquanto outros foram presos e executados. O Senado tentou apaziguar a plebe permitindo que a Lex Semprônia Agraria entrasse em vigor e permitindo uma eleição para substituir Tibério na comissão responsável pela aplicação da lei. O eleito foi Públio Crasso, o sogro de Caio Graco, irmão de Tibério. Ameaçado de deposição por seus atos, Cipião Násica recebeu um cargo na Ásia que o afastou de Roma. Mas ainda assim a população não escondia seu ódio por ele, encurralando-o publicamente, amaldiçoando-o e chamando-o de tirano. Násica vagou por algum tempo, desprezado e isolado, até morrer logo depois perto de Pérgamo. Até mesmo Cipião Emiliano, que antes era adorado pelo povo, passou a ser detestado ao afirmar que não aprovava a forma de fazer política de Tibério e passou a ser frequentemente interrompido quando discursava, o que fazia com que ele praguejasse contra o povo, piorando a situação.
O irmão mais novo e herdeiro de Tibério, Caio Graco, que compartilhava de seus ideais, também foi assassinado uma década depois em sua tentativa de aprovar mais leis consideradas revolucionárias. Depois do assassinato de Caio Graco, estátuas dos dois irmãos Graco foram colocadas em diversos lugares proeminentes pela cidade, onde os dois passaram a ser adorados como heróis do povo.

## Legado
A história de Tibério revela diferentes pontos de vista sobre o poder do povo. Quando Tibério convenceu o povo a votar pela destituição do tribuno que havia se oposto a ele, seu argumento foi na linha de “se o tribuno do povo não faz mais o que o povo quer, então deve ser deposto”. Isso levantou uma questão que ainda é bem conhecida dos modernos sistemas eleitorais. Por exemplo, os deputados devem ser vistos como delegados dos seus eleitores, isto é, obrigados a seguir a vontade de seu eleitorado? Ou são representantes, eleitos para exercer o próprio julgamento dentro das circunstâncias variáveis de governo? Essa foi a primeira vez, até onde podemos saber, em que essa questão foi explicitamente levantada em Roma. Para alguns, as ações de Tibério defenderam os direitos do povo; para outros, minaram os direitos de uma autoridade legalmente eleita. 
Dilemas similares estavam no cerne da discussão sobre a reeleição de Tibério como tribuno. Deter um cargo por dois anos consecutivos, inteiros, não era algo sem precedentes, mas certamente alguns achavam que sinalizava um acúmulo perigoso de poder pessoal e era outra indicação de ambições monárquicas. Outros afirmavam que o povo romano tinha o direito de eleger quem quisesse, independentemente das convenções eleitorais. 